# ITunes Session (minialbum OneRepublic)
iTunes Session – minialbum amerykańskiego zespołu pop-rockowego OneRepublic. Album wydany został 22 lipca 2014 roku do zakupu w sklepie interentowym iTunes Store. Na albumie znalazło się dziewięć utworów w akustycznych wersjach. Są to utwory z trzech pierwszych albumów studyjnych zespołu oraz cover Louisa Armstronga zatytułowany „What a Wonderful World”.

## Lista utworów
1. „Counting Stars”  – 4:27
2. „Apologize” – 3:30
3. „Good Life” – 4:00
4. „Secrets” – 3:45
5. „Feel Again” – 3:00
6. „What a Wonderful World” - 3:13
7. „I Lived” - 3:59
8. „Preacher” - 3:57
9. „Can’t Stop” - 4:11

## Pozycje na listach
| Lista (2014)                   | Najwyższa pozycja |
| ------------------------------ | ----------------- |
| USA (Billboard 200)            | 117               |
| USA (Top Current Albums Sales) | 103               |